# اندرو تریدگل
اندرو تریدگل (به انگلیسی: Andrew Tridgell) برنامه‌نویس رایانه اهل استرالیا است که بیشتر به خاطر مشارکت در پروژه سرویس‌دهنده فایل سامبا و همچنین به خاطر همکاری در اختراع کردن الگوریتم rsync شناخته می‌شود. او همچنین به خاطر آنالیز کردن الگوریتم‌ها و پروتکل‌های انحصاری به منظور پیاده‌سازی نسخه‌ای آزاد و متن‌باز از آن پروتکل یا الگوریتم شناخته می‌شود.
تریدگل یکی از اصلی‌ترین توسعه‌دهندگان سامبا است. او به آنالیز کردن پروتکل SMB پرداخته است که این پروتکل در سیستم‌عامل مایکروسافت ویندوز برای سرویس اشتراک گذاری فایل در شبکه و گروه‌های کاری استفاده می‌شود. او یک اختصاص دهنده سلسله مراتبی حافظه به نام talloc نوشته است که در اصل بخشی از سامبا محسوب می‌شود.
او در پایان‌نامه دکتری خود، در توسعه rsync و به خصوص الگوریتم مورد استفاده آن همکاری کرد. rsync ابزاری مؤثر برای انتقال دادن فایل‌ها تحت شبکه و همگام‌سازی آنها است. تریدگل نویسنده اصلی rzip است که از الگوریتمی مشابه الگوریتم rsync استفاده می‌کند.
در سال ۲۰۰۵، بنیاد نرم‌افزارهای آزاد، جایزه پیشرفت در نرم‌افزار آزاد را به تریدگل اهدا کرد. در سال ۲۰۰۸، هم انتشارات اورلی و گوگل، جایزه متن‌باز آوریلی را به تریدگل اهدا کردند.